# Hoàng Hồ Khánh Vân
Hoàng Hồ Khánh Vân (sinh năm 1997) là một nghệ sĩ vĩ cầm cổ điển người Việt Nam. Hiện cô đang là Giảng viên Violin tại khoa Dây - Học viện Âm nhạc Quốc gia Việt Nam, là nghệ sĩ tự do, và là thành viên của dự án âm nhạc Schubert in a Mug (SiaM).

## Đầu đời và giáo dục
Hoàng Hồ Khánh Vân sinh ngày 3 tháng 5 năm 1997 tại Minsk, Belarus. Cô sinh ra và lớn lên trong một gia đình có truyền thống âm nhạc. Mẹ cô từng là giảng viên đàn tam thập lục khoa Nhạc cụ truyền thống tại Học viện Âm nhạc Quốc gia Việt Nam. Chị ruột của cô là Hoàng Hồ Thu (nghệ sĩ piano đồng thời là giảng viên khoa Piano - Học viện Âm nhạc Quốc gia Việt Nam) thường xuyên tham gia biểu diễn với cô và là người có ảnh hưởng lớn đến Hoàng Hồ Khánh Vân.
Cô cho biết ngay từ nhỏ, mẹ đã khơi gợi cho cô về kiến thức âm nhạc cổ điển, hướng dẫn học đàn vĩ cầm, luyện nghe và cảm thụ âm nhạc. Bên cạnh đó, chị gái của cô cũng giúp cô mở mang kiến thức nghệ thuật và tìm được niềm vui với âm nhạc.

## Sự nghiệp
Lên 4 tuổi rưỡi, Khánh Vân và chị ruột đi dự một cuộc tuyển chọn năng khiếu tại một trường năng khiếu âm nhạc ở Minsk và cả hai chị em đều được nhận vào học. Trong kì thi tuyển chọn, Khánh Vân đã hát một bài hát bằng tiếng Nga và được ông Chủ tịch Hội đồng thi ưu ái nhận học đặc cách ở lớp dự bị trước độ tuổi tuyển sinh hai năm của trường. Sau một năm theo học dự bị, Khánh Vân đã tham gia cuộc thi âm nhạc lần đầu tiên trong đời tại thành phố Minsk năm 2003 và đạt giải Nhất. Năm 2004, cô đạt giải Nhì (không có giải Nhất) trong Cuộc thi âm nhạc quốc gia "Volodarski" tại Belarus. Năm 2005, cô lại thi cuộc thi cấp Thành phố Minsk lần nữa và tiếp tục đạt giải Nhất.
Năm 2005, Khánh Vân theo bố mẹ về nước và từ 2007 theo học hệ Trung cấp 9 năm tại Học viện Âm nhạc quốc gia Việt Nam (4 năm đầu cô học lớp TS.NSUT. Ngô Hoàng Linh, những năm sau dưới sự chỉ dẫn của TS.NSND Bùi Công Duy). Cô cũng từng là học sinh của trường trung học cơ sở Trưng Vương. Một số hoạt động và giải thưởng trong khoảng thời gian này: Năm 2007 cô đạt giải Ba Cuộc thi âm nhạc Quốc gia "Mùa Thu" tại Hà Nội khi chỉ 10 tuổi (bảng thi dành cho thí sinh từ 12-16 tuổi). Năm 2009 cô đạt được Đồng Giải Nhất bảng nhỏ Cuộc thi Quốc tế “ASEAN International Concerto Competition” tại Jakarta, Indonesia. Năm 2012 cô nhận học bổng tham gia khóa học hè tại Valdres Summer Festival (Na Uy). Năm 2012 và 2013 cô trúng tuyển làm thành viên của Dàn nhạc Thính phòng Trẻ Đông Nam Á (SEAYCO). Trong hai năm 2014 và 2015, Khánh Vân còn là thành viên của Dàn nhạc trẻ châu Á (Asian Youth Orchestra - AYO).
Sau khi tốt nghiệp xuất sắc hệ Trung cấp, năm 2016 Khánh Vân thi đỗ và nhận học bổng Đại học tại Học viện Liszt Ferenc (Hungary), theo học GS Vilmos Szabadi.  Tốt nghiệp bậc Đại học, cô được nhận tiếp học bổng Thạc sĩ cũng tại Học viện này, và tốt nghiệp xuất sắc năm 2021. Khánh Vân là một trong hai sinh viên Violin trong khóa được chọn để thi tốt nghiệp tại Phòng hòa nhạc Lớn (Nagyterem) của Học viện Liszt. 
Trong quá trình học tập tại Hungary, cô có những hoạt động đáng chú ý: Năm 2018, cô cùng chị gái Hoàng Hồ Thu đoạt giải "Dohnányi" (giải cao nhất) tại Cuộc thi Hòa tấu Thính phòng Quốc gia Ernő Dohnányi (Debrecen, Hungary). Cùng năm, Hoàng Hồ Khánh Vân được chọn nhận học bổng tham gia trại hè âm nhạc International Summer Academy tổ chức bởi trường Nghệ thuật Biểu diễn Viên (Semmering, Áo). Năm 2019 và 2020, cô được chọn tham gia biểu diễn độc tấu cùng Dàn nhạc Thính phòng Liszt tại "Talent Day" của Học viện âm nhạc Liszt. Năm 2019, cô là một trong năm thí sinh Việt Nam trong tổng số 29 thí sinh tham gia thi độc tấu Violin cuộc thi Âm nhạc quốc tế Violin và Hòa tấu Thính phòng Việt Nam. Trong cuộc thi này, cô là thí sinh Việt Nam duy nhất lọt vào vòng ba và nhận giải Ba ở vòng chung kết. Năm 2020, cô được mời tham gia biểu diễn solo cùng dàn nhạc thính phòng tại trường đại học Nghệ thuật Tokyo, như một phần giải thưởng từ cuộc thi trên.
Sau khi kết thúc quá trình học tập, cô quyết định trở về Việt Nam làm việc, cô bắt đầu làm giảng viên cộng tác tại Khoa Dây - Học viện Âm nhạc Quốc gia Việt Nam, đồng thời làm thành viên của Dự án âm nhạc Schubert in a Mug - một dự án biểu diễn âm nhạc tại những không gian phi truyền thống, đem âm nhạc cổ điển tới gần hơn với công chúng bằng cách tự nhiên và gần gũi nhất. Kể từ khi về nước, ngoài việc giảng dạy violin, cô liên tục tham gia biểu diễn với nhiều vai trò khác nhau từ độc tấu, hòa tấu thính phòng cho tới ngồi trong dàn nhạc, lưu diễn nhiều nơi trong khu vực cũng như quốc tế.
Khánh Vân từng biểu diễn với tư cách nghệ sĩ độc tấu cùng các dàn nhạc: Dàn nhạc Giao hưởng Hà Nội (2022), Dàn nhạc Giao hưởng Quốc gia Việt Nam (2022, 2023, 2024), hợp tác cùng các chỉ huy Honna Tetsuji, David Greilsammer, Trần Vương Thạch, Trần Nhật Minh,...
Tháng 11 năm 2023 cô tham gia Cuộc thi Violin Quốc tế lần thứ X (tưởng nhớ David Oistrakh) tại Astana, Kazakhstan và đạt đồng giải Nhất (bảng 16-28 tuổi). 

## Phong cách biểu diễn và nhận định

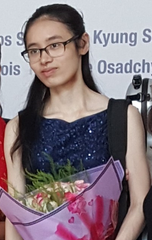
Hoàng Hồ Khánh Vân tại cuộc thi Âm nhạc quốc tế Violon và Hòa tấu Thính phòng Việt Nam, năm 2019

Cô từng được đào tạo bởi nhiều giáo viên vĩ cầm trong nước như Ngô Hoàng Linh, Bùi Công Duy và tại quốc tế như Vilmos Szabadi ở Hungary. Hoàng Hồ Khánh Vân cũng thường xuyên biểu diễn cùng người chị gái Hoàng Hồ Thu. Cô từng bày tỏ: “Tôi và chị Thu rất gắn bó. Là đối tác của nhau, chúng tôi có thể thẳng thắn với nhau và có thể thảo luận mà không có bất kỳ hiểu lầm nào vì chúng tôi biết rằng cả hai đang cố gắng giúp đỡ lẫn nhau.” Họ cũng có chung mong muốn truyền bá âm nhạc cổ điển, thứ mà hai chị em gọi là “báu vật cho nhân loại” với người Việt Nam.
Hoàng Hồ Khánh Vân cũng cho biết đối với cô, "chơi một tác phẩm của Việt Nam không chỉ làm tăng thêm lòng tự hào dân tộc mà còn là một lợi thế so với các thí sinh khác." Cô cũng cho biết rằng bản thân hiểu tinh thần âm nhạc dân gian của Việt Nam nên việc học và biểu diễn bản nhạc dễ dàng hơn đối với cô.  Trong cuộc thi Âm nhạc quốc tế Violon và Hòa tấu Thính phòng Việt Nam tổ chức năm 2019, Khánh Vân đã chọn một số tác phẩm mà cô đã tìm hiểu trước đó. Trong vòng đầu tiên, cô chơi độc tấu bản Sonata cung La thứ (2 chương Grave và Fuga) của Bach, Caprice Số 24 của Paganini và Sonata của Mozart cung Mi thứ K.304. Cô chọn bản Sonata số 3 của Brahms, Caprice Viennois của Kreisler, rhapsody Bài ca chim ưng của Đàm Linh và Carmen Fantasy của Sarasate trong vòng hai. Trong vòng thứ ba, cô chơi bản concerto cho  vĩ cầm của Brahms. Chia sẻ về kinh nghiệm biểu diễn tại các cuộc thi âm nhạc, Hoàng Hồ Khánh Vân nói rằng cô không tập trung quá nhiều vào màn trình diễn của các thí sinh khác mà chỉ tập trung vào niềm đam mê với âm nhạc của chính mình.
Sau 4 năm học tại Học viện Âm nhạc Liszt Ferenc, Hungary, cô tự nhận thấy ở Việt Nam ngày càng có nhiều người quan tâm đến âm nhạc cổ điển, đặc biệt là thế hệ trẻ. Khánh Vân cho rằng sự trẻ trung và cởi mở của Việt Nam là cơ hội tốt để truyền bá âm nhạc cổ điển.

### Nhận định
Báo Tuổi trẻ nhận xét Khánh Vân là một trong những gương mặt trẻ triển vọng nhất của thế hệ nghệ sĩ cổ điển Việt Nam hiện nay. Báo Quân đội nhân dân cũng nêu tên cô là một những "gương mặt tiêu biểu", "tài năng trẻ vĩ cầm" của âm nhạc cổ điển Việt Nam.
Giáo sư, nghệ sĩ vĩ cầm  Lorenz Gamma nhận định cô rằng: "Vân có sự cảm thụ tốt với tác phẩm, tôi thấy kỹ thuật trình diễn của cô ấy cũng rất bài bản. Điều quan trọng hơn là tinh thần độc lập trong cách xử lý tác phẩm của cô ấy. Tiếc là Vân còn cần thêm nhiều sự cọ xát hơn nữa để hoàn thiện hơn trình độ biểu diễn của mình". Nghệ sĩ Bùi Công Duy nhận thấy cô là một học trò "tài năng và có sự quyết tâm rất cao". Nghệ sĩ vĩ cầm Trần Xuy của Trung Quốc cho biết anh rất thích "cách chơi trong trẻo, kỹ thuật cao" của Khánh Vân và tin rằng cô sẽ trở thành "một tài năng âm nhạc lớn trong tương lai." Nghệ sĩ Vilmos Szabadi, Trưởng khoa vĩ cầm tại Học viện Âm nhạc Liszt Ferenc, Budapest, cũng từng là thầy giáo của Hoàng Hồ Khánh Vân kể lại rằng, lần đầu tiên gặp Vân, ông đã rất ngạc nhiên vì Khánh Vân "chỉ nặng khoảng 38 kg nhưng có trình độ khá cao". Tuy nhiên, ông cho rằng "cũng giống như nhiều sinh viên châu Á, việc đọc hiểu tác phẩm xuất xứ từ châu Âu vẫn là điểm chưa mạnh của sinh viên Việt Nam, trong đó có Hoàng Hồ Khánh Vân."

## Thành tích và giải thưởng
- Giải Nhất bảng nhỏ Cuộc thi violin cấp Thành phố "Mùa Xuân” tại Minsk, Belarus (2003)
- Giải Nhì bảng nhỏ Cuộc thi violin Quốc gia "Volodarski" tại Belarus (2004)
- Giải Nhất bảng nhỏ cuộc thi violin cấp Thành phố "Mùa Xuân" tại Minsk, Belarus (2005)
- Giải Ba bảng 12-16 tuổi Cuộc thi violin Quốc gia “Mùa Thu” tại Hà Nội, Việt Nam (2007)[6]
- Đồng Giải Nhất bảng nhỏ Cuộc thi Quốc tế “ASEAN International Concerto Competition” tại Jakarta, Indonesia (2009)[2]
- Cùng chị gái đoạt giải "Dohnányi" (giải cao nhất) tại Cuộc thi Hòa tấu Thính phòng Quốc gia "Ernő Dohnányi" tại Debrecen, Hungary (2018)[6]
- Giải Ba cuộc thi Âm nhạc quốc tế Violon và Hòa tấu Thính phòng Việt Nam (2019)[14]
- Đồng giải Nhất cuộc thi violin quốc tế lần thứ X tại Astana, Kazakhstan (2023)